# Sean Patrick Thomas
Sean Patrick Thomas, född 17 december 1970 i Wilmington, Delaware, är en amerikansk skådespelare.

## Filmografi i urval
- 1998 – Alla var där
- 1999 – En djävulsk romans
- 2000 – Dracula 2000
- 2001 – Save the Last Dance
- 2001 – Not Another Teen Movie
- 2002 – Barbershop
- 2006 – The Fountain